# Bamberg-Formation
- Humph.-Fm. = Humphriesioolith-Formation
- L.Bk-Fm = Liegende Bankkalk-Formation
- H.Bk-Fm = Hangende Bankkalk-Formation
- Zm-Fm = Zementmergel-Formation
- S.-Fm = Solnhofen-Formation
- Rö.-Fm = Rögling-Formation
- U.-Fm = Usseltal-Formation
- Mö.-Fm = Mörnshein-Formation
- N.-Fm = Neuburg-Formation
- R.-Fm = Rennertshofen-Formation

Die Bamberg-Formation ist eine lithostratigraphische Formation des Süddeutschen Jura. Sie wird von der Exter-Formation des Oberen Keuper unterlagert und von der Gryphaeensandstein-Formation überlagert. In Baden-Württemberg verzahnt sie sich mit der Angulatensandstein- und Psilonotenton-Formation. Weiter nach Osten bzw. Nordosten wird sie lateral von der Bayreuth-Formation vertreten. Sie erreicht eine durchschnittliche Mächtigkeit von 8 bis 20 m, lokal auch bis 42 m und wird in das Hettangium bis Untersinemurium datiert.

## Geschichte
Der Begriff Bamberg-Formation wurde von Gert Bloos, Gerd Dietl und Günter Schweigert 2005 für die bisher als Angulatensandstein und Psilonotenton bezeichneten Äquivalente in Nordbayern vorgeschlagen. Da hier der Anteil der Sandsteine geringer ist und die trennende Oolithenbank (zur Psilonotenton-Formation) meist fehlt, wurden Angulatensandstein und Psilonotenton zu einer neuen lithostratigraphischen Einheit, der Bamberg-Formation zusammengefasst.

## Definition
Die Bamberg-Formation besteht aus Tonsteinen mit eingelagerten, plattigen Feinsand- und Siltsteinbänken. Die Mächtigkeit variiert in Nordbayern zwischen 8 und 20 m, in Unterfranken am Großen Hassberg bis 45 m. Die Untergrenze ist die Sohlbank, das Äquivalent der Psilonotenbank der Psilonotenton-Formation. Sie ist in Franken jedoch ein geringmächtiger, fossilführender Sandstein. Typregion ist die Gegend um Bamberg.

## Zeitlicher Umfang und Verbreitungsgebiet
Die Sohlbank repräsentiert die Transgression des marinen Jura in Nordbayern, die im Unterhettangium einsetzt. Die untersten Zeitintervalle des Jura fehlen jedoch. Die Obergrenze ist stark diachron. In Oberfranken ist die Bamberg-Formation auf das Hettangium beschränkt, in Unterfranken (Großer Hassberg) reicht sie bei deutlich höherer Mächtigkeit bis in das Untersinemurium hinein.  Die Formation ist auf Nordbayern beschränkt, über eine eventuelle Ausdehnung auf Ostwürttemberg ist noch nicht entschieden. Hier fehlt die trennende Grenzbank zwischen Angulatensandstein-Formation und Psilonotenton-Formation ebenfalls und beide Formationen könnten lithologisch zusammengefasst werden. Sie verzahnt sich nach Westen mit der Psilonotenton-Formation und der Angulatensandstein-Formation. Weiter im Osten des Jurabeckens in Nordostbayern geht die Bamberg-Formation in die terrestrische und fluviatile, seltener auch lagunär-brackische Fazies der Bayreuth-Formation über.

## Untergliederung
Die Bamberg-Formation wird in die Forchheim-Subformation untergliedert. Sie zieht sich im Norden von Hochstadt am Main bis nach Süden ins Ries. Es handelt sich um eine Küstenfazies mit feinkörnigen, massiven Sandsteinen, die sehr fossilarm sind.